# Hachette (outil)
Pour les articles homonymes, voir Hachette.
Cet article possède un paronyme, voir Machette.
La hachette est une petite hache utilisée à une main.
Sa première qualité est de couper, donc d'être bien affûtée. Il existe toutes sortes d'outils qui donnent, dans des mains expérimentées, de bons résultats. Pourtant il faut essayer de se munir d'une hachette bien adaptée à sa main avec un fer pas trop lourd pour les travaux courants, on en trouve de tous les poids. 

## Description
Le fer comme son nom l'indique est en fer ou en acier doux, le taillant seul est constitué d'une lame d'acier rapportée. La tête du fer est faite pour donner du poids à l'ensemble.
L’œil reçoit le manche avec son coin. Les joues sont les côtés allégés sur les bords pour éviter le plus possible le coincement dans les copeaux de l'entaille. L’œil devrait être plus ouvert du côté opposé au manche, pour éviter, après enfoncement d'un coin, le glissement du manche.
Le manche (dit canadien) légèrement galbé permet d'avoir sur un même plan, le tranchant du fer et l'emplacement du poignet sur le manche.
Un épaulement côté tête du fer renforce la résistance du bois.
À l'autre extrémité un renflement évite à la main de glisser.

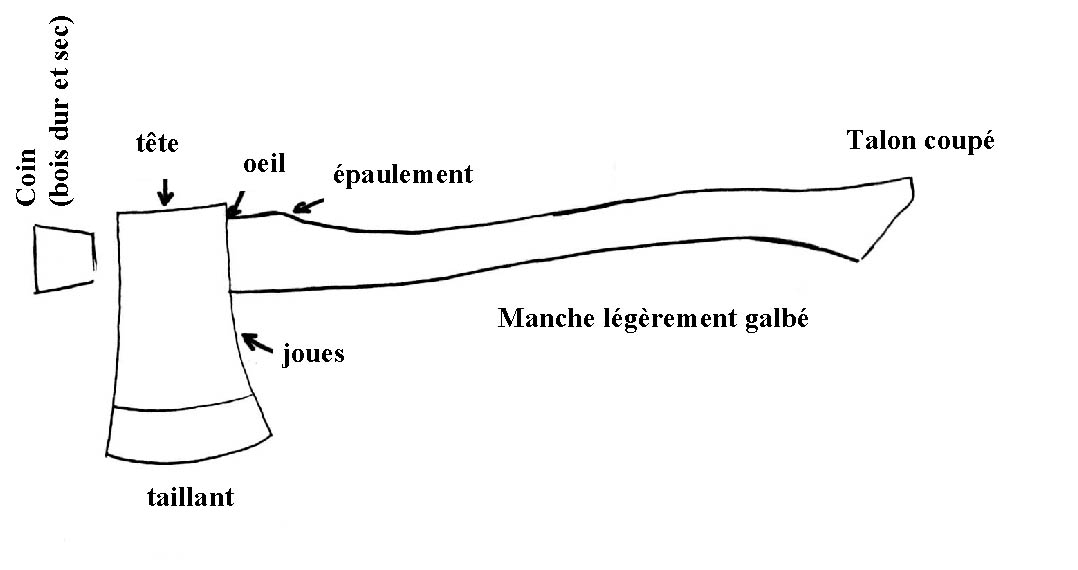
Hachette de forme canadienne